# 칸쵸
칸쵸는 1984년부터 롯데웰푸드가 생산하는 과자이다. 과자 위에 모양이 그려져 있는 것과, 푸석푸석한 느낌의 바삭함이 특징인 초콜릿 과자이다.

## 캐릭터
칸쵸의 캐릭터 중에는 카니와 쵸니가 있다. 예전에는 다람쥐와 토끼를 중심으로 여러 동물들을 캐릭터로 사용하였지만, 현재로는 이름 짓기 응모 이벤트를 실시할 때부터 카니와 쵸니를 중심으로 여러 사물들을 캐릭터로 사용하고 있다.

## 맛
현재
- 초콜렛 맛
- 딸기 맛
- 스윗밀크 맛

단종
- 파인애플 맛
- 카카오화이트크림 맛
- 바나나 맛
- 치즈베리 맛
- 쇼콜라커피 맛
- 메론 맛

## 같이 보기
- 시리얼
- 과자
- 프링글스
- 초코송이
- 초콜릿
- 홈런볼